# Наркуте, Ева
Ева Наркуте-Шедуйкене (лит. Ieva Narkutė–Šeduikienė; род. 22 июня 1987, Каунас, Литовская ССР, СССР) — литовский композитор, певица, исполнительница авторских песен.

## Биография
Ева Наркуте родилась в Каунасе, в семье профессиональных музыкантов. Юные годы провела в Шяуляе, где училась в школе. Позднее училась по специальности психология.
С раннего детства занималась музыкой, а свои первые песни написала в 14 лет. Будучи подростком с друзьями образовала музыкальную группу. Свою музыкальную карьеру Наркуте скромно описывает следующей последовательностью: «домашнее пианино — школьная сцена — сцены других школ — филармония — бары — столица (Вильнюс)».
В 2007 году получила премию Саулюса Миколайтиса в номинации «Открытие сезона» (премия, присуждаемая за яркие дебюты в жанре музыкальной поэзии).
Получила широкую известность благодаря песне «Красные вечера», ставшей саундтреком к историческому фильму «Тадас Блинда. Начало» (в России известен под названием «Горячее сердце»), вышедшему на экраны в 2011 году. По признанию Наркуте, песню она написала ещё в 18 лет будучи в 12 классе для участия в конкурсе, посвящённом партизанской борьбе литовцев, и организованном Центром исследования геноцида и резистенции жителей Литвы (впоследствии одержала в нём победу). Популярность композиции стала для неё неожиданностью.
В 2015 году вышла замуж за военного Миндаугаса Шедуйкиса, при этом взяв двойную фамилию Наркуте-Шедуйкене.

## Политическая позиция
В 2020 году приняла участие в фестивале «Путь к свободе» (лит. Laisvės kelias), организованном в поддержку демократического оппозиционного движения Беларуси против фальсификации результатов выборов президента 2020 года. В рамках мероприятия исполнила собственную песню «Свобода» (лит. Laisvė), лирический герой текста которой обращается к белорусам с призывом добиваться свободы, вдохновляясь опытом литовского демократического движения конца 80-х — начала 90-х годов.
В качестве комментария по поводу исполнения данной композиции Наркуте обращается к белорусскому народу и заявляет следующее: «Я знаю эту мечту и надежду в глазах молодых белорусов. Я знаю эти стремления, я это знаю. Не может быть равнодушия! Я из поколения, которое пожинает сладкие плоды свободы. Мы завоевали свою свободу народными песнями и кровью. Пришло время и белорусам. Наши страны разделены только границей, но белорусы долго были достаточно далеко от нас. Слишком долго. Пусть преодолеют границу их горячая кровь и наши песни, их мечта и наше желание помочь им. Шагайте вперёд, белорусские братья и сёстры!».

## Дискография
- Vienas (2013 год);
- Švelnesnis žvėris (2014 год);
- Ieva Narkutė sutinka Lietuvos valstybinį simfoninį orkestrą (2016 год);
- Kai muzika baigias (2018 год).

## Признание
- 2007 год — премия Саулюса Миколайтиса в номинации "Открытие сезона";[5]
- 2012 год — номинация на премию Музыкальной ассоциации Литвы за 2011 год (лит. MAMA) в категории дебют года;
- 2012 год — выиграла музыкальную премию за 2011 год в области альтернативной музыки (лит. T.Ė.T.Ė.) в категории вокалист года;
- 2014 год — номинация на премию Музыкальной ассоциации Литвы за 2013 год (лит. MAMA) в категории исполнитель года;
- 2014 год — номинация на премию Музыкальной ассоциации Литвы за 2013 год (лит. MAMA) в категории альбом года;
- 2015 год — номинация на премию Музыкальной ассоциации Литвы за 2014 год (лит. MAMA) в категории исполнитель года;
- 2015 год — номинация на премию Музыкальной ассоциации Литвы за 2014 год (лит. MAMA) в категории поп-исполнитель года;
- 2015 год — номинация на премию Музыкальной ассоциации Литвы за 2014 год (лит. MAMA) в категории альбом года;
- 2017 год — номинация на премию Музыкальной ассоциации Литвы за 2016 год (лит. MAMA) в категории исполнитель года.